# Petare (métro de Caracas)
Pour les articles homonymes, voir Petare.
Petare est une station de la ligne 1 du métro de Caracas, inaugurée le 10 novembre 1989 lors du troisième et dernier prolongement de la ligne à l'est et l'ouverture du tronçon Los Dos Caminos - Palo Verde.

## Galerie

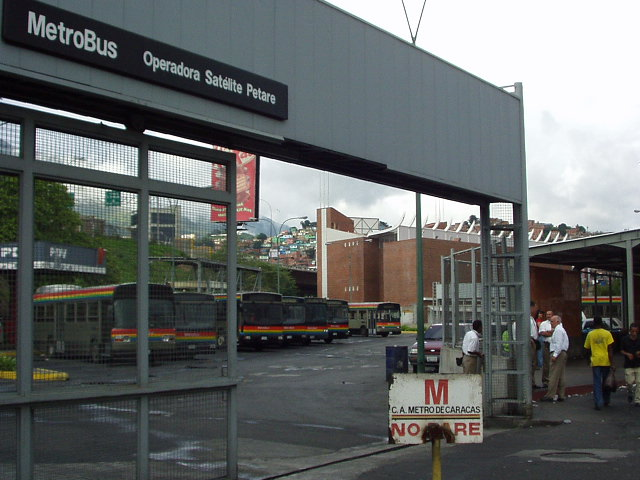
La station de bus à l'extérieur de la station en 2004.